# Maarten en het witte paard
Maarten en het witte paard is een album uit 1973 van het duo Elly en Rikkert. Het album werd geproduceerd door Tim Griek en de foto's en het hoesontwerp werden gemaakt door Janos Barendsen.
Elly speelde luit, kazoo, lotusfluit, ritmeinstrumenten en mandoline. Rikkert speelde gitaar, bouzouki, dulcimer, autoharp, viool, mandoline, sarangi, kazoo en ritmeinstrumenten. Verder speelde Wim de Vries basgitaar, Frans Doolaard lap steel gitaar en Eddy Hilberts orgel.
Het album werd als lp uitgebracht, waarbij kant 1 (tracks 1-8) onafhankelijke liedjes waren. Kant 2 (track 9-16) is het verhaal van het jongetje Maarten, die zich voor het slapengaan afvraagt waar het licht vandaan komt. Het witte paard neemt hem mee op een avontuurlijke tocht waarop Maarten Plutonius de pad, Merlijn, Elvira de elf en de koningin van de nacht ontmoet.

## Tracklist
1. Aan de andere kant van de spiegel
2. Leer mij
3. Zonsopgang in Uffelte
4. Als je overal zijn wilt
5. De tovenaar
6. Onderweg
7. Atlantis 3
8. Wij zullen samenkomen
9. Maarten
10. Het witte paard
11. De pad Plutonius
12. Merlijn
13. Elvira de elf
14. De koningin van de nacht
15. Maarten
16. De spiegel

- Track 1 t/m 8: Tekst en muziek van Rikkert Zuiderveld
- behalve track 5: Tekst en muziek van Elly Nieman
- Track 9 t/m 16: Tekst en muziek van Elly en Rikkert